# 宇宙環境シミュレーション実験室
宇宙環境シミュレーション実験室 (うちゅうかんきょうしみゅれーしょんじっけんしつ、英: Space Environment Simulation Laboratory, SESL) は、1965年にジョンソン宇宙センター32番棟に建てられた実験室である。宇宙空間で遭遇するであろう真空や熱環境などの状態をシミュレートすることができ、当初はアポロ計画の宇宙船と機器を試験するために使用された。宇宙船が人間を搭乗させられるだけの能力があるかどうかを判定する、AとB二つの真空室からなっており、Aのほうが大きかった。真空室Aにはヘリウムガスを封じ込める隔壁がある。マイナス262.1℃、11ケルビンの環境を実現でき、現在はジェイムズ・ウェッブ宇宙望遠鏡の試験のために使用されている。

## 写真

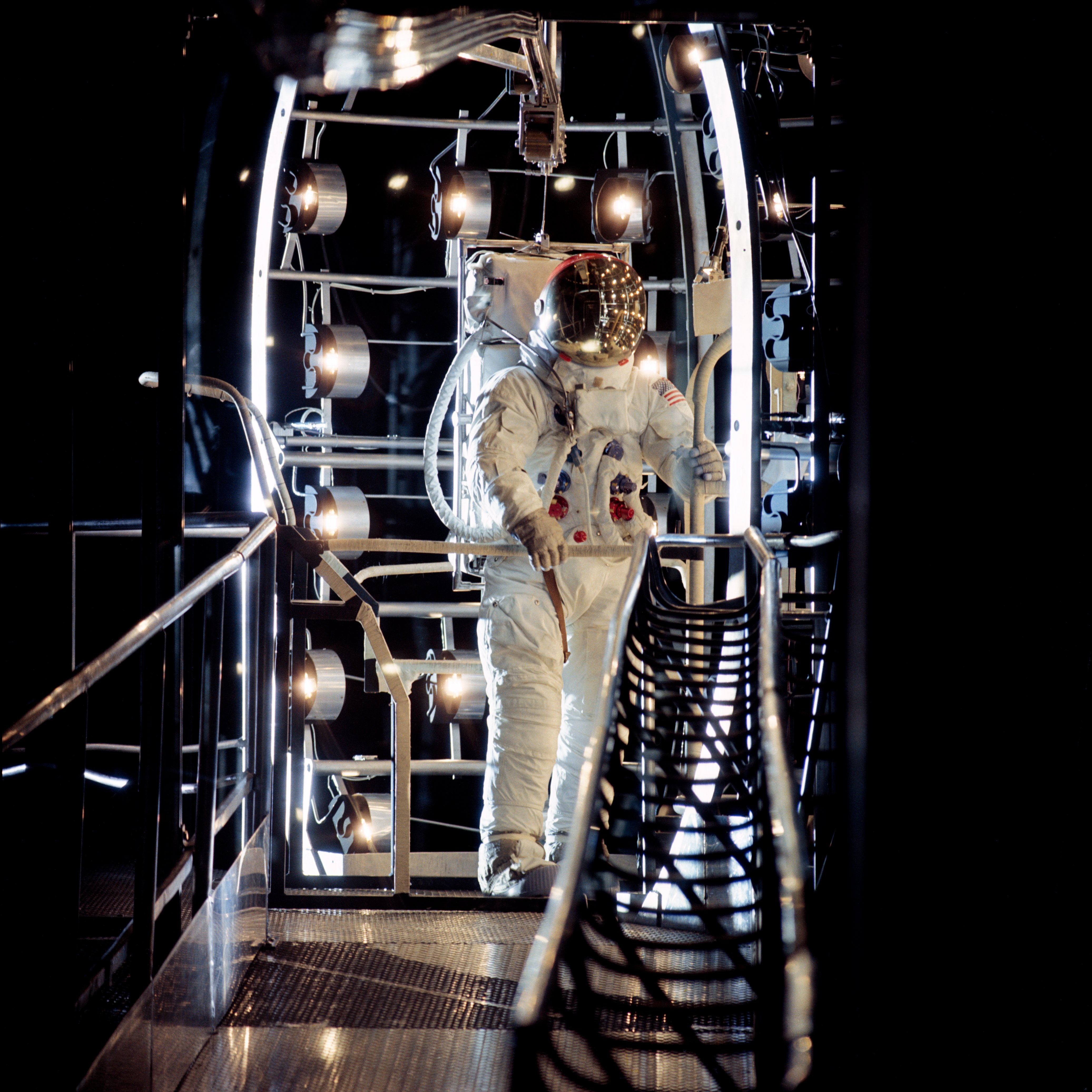
アポロA7L宇宙服の熱真空試験。1968年
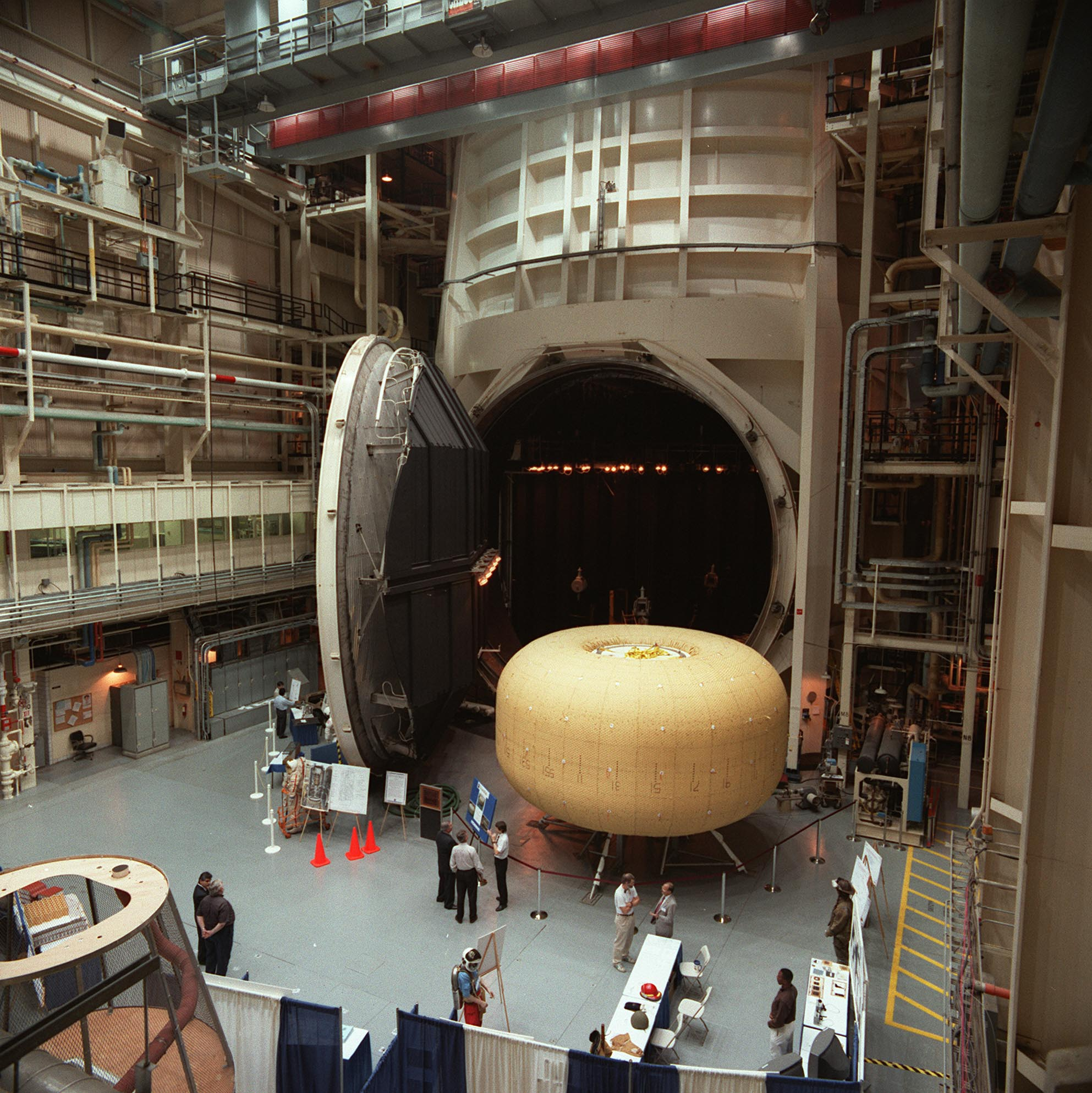
トランスハブの被検体。1998年